# Eduardo Castillo Pino
Eduardo José Castillo Pino (Guayaquil, 21 de marzo de 1970) es un sacerdote y arzobispo católico ecuatoriano que actualmente se desempeña como 3.er arzobispo de Portoviejo.

## Biografía

### Primeros años y formación
Eduardo José nació el día 21 de marzo de 1970, en Guayaquil, Provincia del Guayas, Ecuador.
Realizó su formación primaria y secundaria en el Colegio Javier, de los padres jesuitas.
Su vocación sacerdotal despertó a los once años, el día en que se celebraba el 75.º aniversario del milagro del cuadro de la Madre Dolorosa del Colegio San Gabriel de Quito, frente al cuadro auténtico que visitaba su parroquia (Los Ceibos) en Guayaquil.
Entre 1990 y 1994 realizó sus estudios eclesiásticos en el Colegio Internacional Pontificio Sedes Sapientiae, en Roma. 
Realizó sus estudios de filosofía y teología en la Pontificia Universidad de la Santa Cruz en Roma (1996 – 2000), donde también hizo su tesis doctoral en el 2000 y por la cual obtuvo el título de doctor en teología dogmática.

### Sacerdocio
Su ordenación sacerdotal fue el 20 de noviembre de 1994, en la festividad de Cristo Rey, para la arquidiócesis de Guayaquil.
En esa misma circunscripción eclesiástica se incardinó.
Como sacerdote desempeñó los siguientes ministerios:
- Secretario del arzobispo de Guayaquil, Juan Larrea Holguín (1994 – 1996).
- Vicario de la Parroquia El Sagrario en Guayaquil (1994 – 1996).
- Director de  estudios en el Seminario Mayor de Guayaquil y profesor de teología dogmática (2000 – 2008)
- Tutor del Programa de Formación Permanente para Sacerdotes Jóvenes del ITePE de la CEE (2007).
- Profesor de la Escuela de Teología para Laicos en Guayaquil (2001 – 2008).
- Vicario episcopal y párroco de Santa Elena (2008 – 2012).

Publicó algunos libros y artículos sobre temas teológicos, históricos, catequéticos y sobre la formación sacerdotal.

### Episcopado

#### Obispo auxiliar de Portoviejo

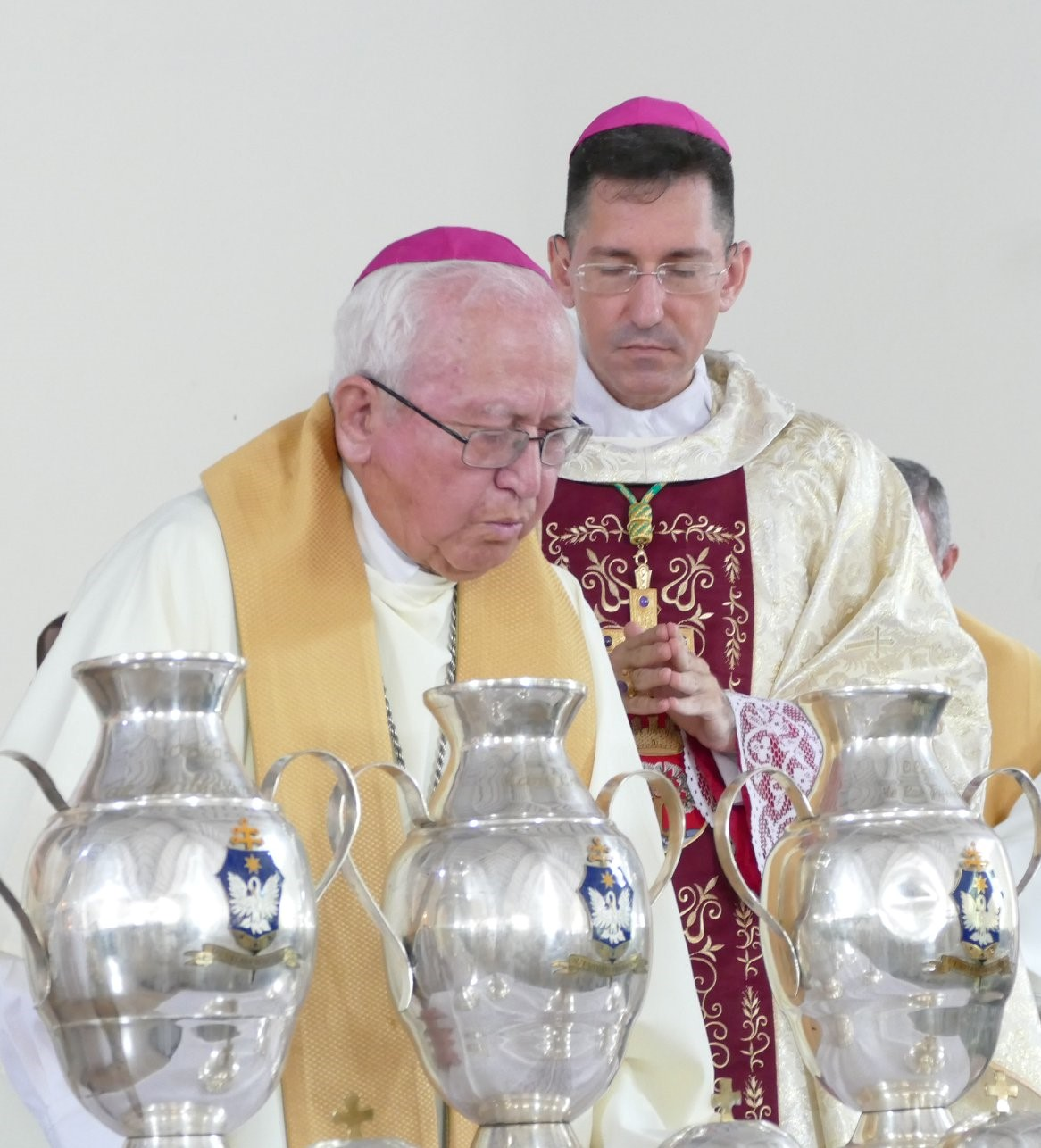
Castillo junto a José Mario Ruiz Navas, en la Misa Crismal de 2019.

El 14 de marzo de 2012, el papa Benedicto XVI lo nombró obispo titular de Tarasa en Byzacena y obispo auxiliar de Portoviejo. Fue consagrado el 1 de junio del mismo año, en la Catedral Metropolitana de Portoviejo, a manos su predecesor y del por entonces arzobispo de Portoviejo, Lorenzo Voltolini Esti, y como acompañantes fueron el por entonces nuncio apostólico en Ecuador, Giacomo Guido Ottonello y el por entonces arzobispo de Guayaquil, Antonio Arregui Yarza.
Como obispo auxiliar, ejerció los cargos de vicario general —particularmente para la zona Norte-Manabí—, presidente de la Comisión de Ministerios y Vida Consagrada, presidente de la Subcomisión para la Doctrina de la Fe, y director del Centro de Ética y Pensamiento Social de la Iglesia católica (CEPSIC). Además, también ejerció como profesor de filosofía y teología en el Seminario Mayor de Portoviejo.

#### Arzobispo de Portoviejo
El 14 de septiembre de 2018, el papa Francisco lo nombró administrador apostólico de la arquidiócesis de Portoviejo, y el 2 de octubre de 2019 fue nombrado arzobispo de la misma. 
Tomó posesión canónica el 30 de noviembre del mismo año, durante una ceremonia en la Iglesia de La Merced.
El 29 de junio de 2020, en la solemnidad de San Pedro y San Pablo, en una ceremonia en el Vaticano, el papa le bendijo el palio arzobispal. El 15 de agosto de ese año, durante la ordenación episcopal del obispo auxiliar de Portoviejo en la iglesia de San Cayetano de Chone, recibió la imposición del palio arzobispal de manos de Andrés Carrascosa Coso, nuncio apostólico en Ecuador.
Como arzobispo, ocupa los cargos de presidente del Centro de formación en Doctrina Social de la Iglesia CEPES, así como, desde 2020, el de presidente de la Comisión del Magisterio de la Iglesia en la Conferencia Episcopal Ecuatoriana.
Además, de acuerdo a lo comunicado por la CEE, es el obispo vínculo para la Fraternidad entre la arquidiócesis de Múnich-Frisinga y la Iglesia en Ecuador.

## Escudos episcopales
| Obispo Auxiliar                            | Arzobispo                            |
| ------------------------------------------ | ------------------------------------ |
| Escudo como Obispo Auxiliar de Portoviejo. | Escudo como Arzobispo de Portoviejo. |